# Yui-shuku
Yui-shuku (jap. 由比宿 Yui-shuku) – szesnasta z 53 stacji szlaku Tōkaidō, położona obecnie w mieście Shizuoka.

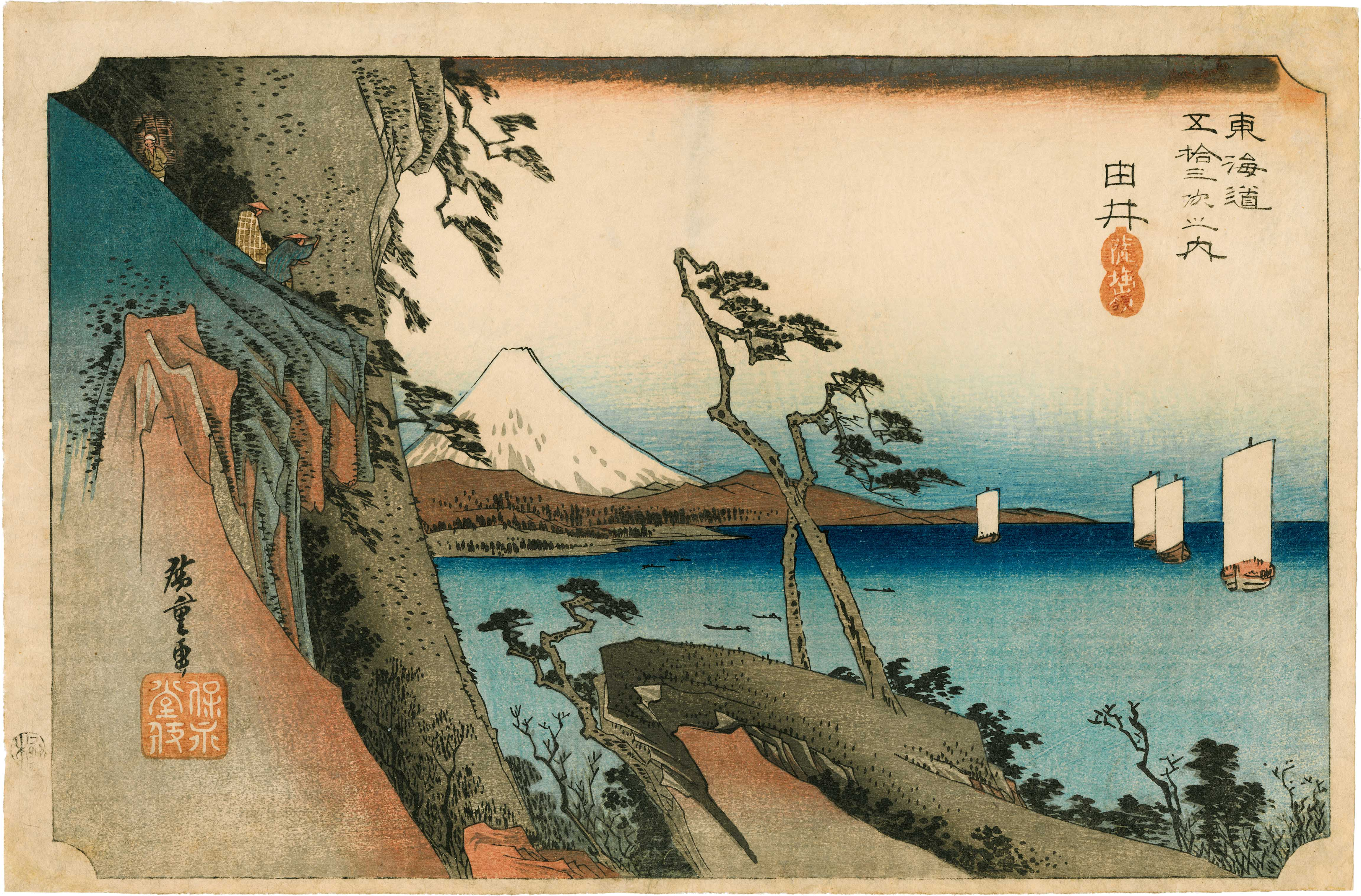
Stacja w latach 30. XIX wieku, Hiroshige Andō

Jest jedną z czterech pocztowych stacji odpoczynkowych znajdujących się w dzielnicy Shimizu (Shizuoka).